# Eluție

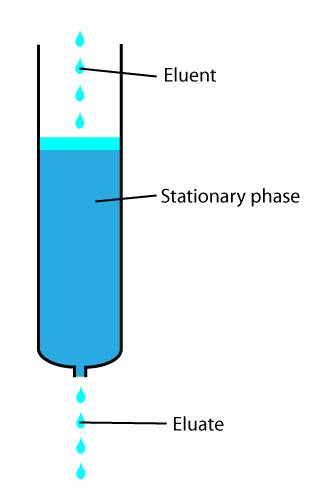
Coloană cromatografică

În chimia analitică și organică, eluția este procesul prin care are loc extracția unui amestec de substanțe dintr-un material sau amestec ca urmare a „spălării” acestuia cu solvent. 
În cromatografie, un analit este de obicei absorbit sau legat de un material din coloana cromatografică. Amestecul de separat se numește eluent, iar substanțele care au fost separate prin eluție formează un eluat (împreună cu faza mobilă). Eluția poate fi izocratică sau în gradient.